# Traquioniquia
La traquioniquia es una enfermedad de las uñas de causa desconocida que se caracteriza porque su superficie adopta un aspecto rugoso con estriaciones longitudinales y pequeñas depresiones, dándole al aspecto de haber sido dañadas con un papel de lija. Puede aparecer solamente en algunas uñas o afectar a la totalidad, tanto de las manos como de los pies, en cuyo caso se denomina distrofia de las 20 uñas.
La traquioniquia puede aparecer como un fenómeno aislado, o bien asociarse a otras enfermedades de la piel, como alopecia areata, liquen plano y psoriasis. En general se considera un proceso inflamatorio benigno que afecta con más frecuencia a niños y adolescentes de ambos sexos. Es raro a partir de los 30 años.
La causa de la enfermedad es desconocida, se ha especulado con la posibilidad de que sea de origen autoinmune. Otros autores consideran que puede deberse a una alteración genética, pues se ha observado que algunos casos tienen carácter familiar.